# Prodexim Chersoń
Prodexim Chersoń (ukr. Міні-футбольний клуб «Продексім» Херсон, Mini-Futbolnyj Kłub "Prodeksim" Cherson) – ukraiński klub futsalu, mający siedzibę w mieście Chersoniu, na południu kraju. Od 2015 roku występuje w futsalowej Ekstra-Lidze Ukrainy.

## Historia
Chronologia nazw:
- 2006: Prodexim Chersoń (ukr. «Продексім» Херсон)

Klub futsalu Prodexim Chersoń został założony w 2006 roku przez "Prodexim" Ltd, jednym z największych producentów i eksporterów produktów rolnych (pszenica, jęczmień, kukurydza, groch, słonecznik itp.) w obwodzie chersońskim.
Najpierw klub występował w amatorskich rozgrywkach. Wielokrotnie zdobywał mistrzostwo Chersonia i obwodu chersońskiego w futsalu. W 2010 roku został wicemistrzem oraz zwycięzcą Pucharu Ukrainy wśród Amatorów. W 2011 roku zespół zajął drugie miejsce w Pierwszej Ligi. W sezonie 2014/15 zajął przedostatnie 7. miejsce, jednak w następnym sezonie przystąpił do rozgrywek Ekstra-ligi.
W 2017 roku klub osiągnął najwyższy sukces - zdobył mistrzostwo Ukrainy, w 2018 powtórzył ten sukces.
Obecnie gra w najwyższej klasie rozgrywek ukraińskiego futsalu.

## Barwy klubowe, strój, herb, hymn
| Biały | Niebieski |

Klub ma barwy biało-niebieskie. Zawodnicy domowe spotkania zazwyczaj grają w białych koszulkach, białych spodenkach oraz białych getrach. Na wyjeździe strój jest niebieski.
Nazwa klubu "Prodexim" jest kominację pierwszych liter trzech słów: PRODukcja, EXport, IMport.
Herb klubu powstał w 2006. Na okrągłej niebieskiej tarczy umieszczony biały młyn, a wokół tarczy napis w języku ukraińskim "MFK Prodeksim" na górze, a na dole 2006 - rok założenia.

## Sukcesy

### Trofea międzynarodowe
| \| \| Zdobyte trofea w rozgrywkach międzynarodowych (stan na: 31-05-2018) \| |                                                                     |      |          |
| Rozgrywki                                                                    | Osiągnięcie                                                         | Razy | Sezon(y) |
| FIFA                                                                         | Zdobyte trofea w rozgrywkach międzynarodowych (stan na: 31-05-2018) |      |          |

- Puchar UEFA w futsalu:
  - 3 miejsce w grupie C elit-round (1x): 2017/18

### Trofea krajowe
| \| \| Zdobyte trofea w rozgrywkach Ukrainy (stan na: 31-12-2018) \| |                                                            |      |                  |
| Rozgrywki                                                           | Osiągnięcie                                                | Razy | Sezon(y)         |
| · Mistrzostwo                                                       | I miejsce                                                  | 2    | 2016/17, 2017/18 |
| · Mistrzostwo                                                       | II miejsce                                                 | 0    |                  |
| · Mistrzostwo                                                       | III miejsce                                                | 1    | 2015/16          |
| Puchar                                                              | zdobywca                                                   | 0    |                  |
| Puchar                                                              | finalista                                                  | 0    |                  |
| Puchar                                                              | ćwierćfinalista                                            | 1    | 2017/18          |
| · Superpuchar                                                       | zdobywca                                                   | 0    |                  |
| · Superpuchar                                                       | finalista                                                  | 2    | 2017, 2018       |
| Puchar Ligi                                                         | zdobywca                                                   | 0    |                  |
| Puchar Ligi                                                         | finalista                                                  | 1    | 2018/19          |
| II liga                                                             | I miejsce                                                  | 0    |                  |
| II liga                                                             | II miejsce                                                 | 1    | 2010/11          |
| II liga                                                             | III miejsce                                                | 0    |                  |
| Ukraina                                                             | Zdobyte trofea w rozgrywkach Ukrainy (stan na: 31-12-2018) |      |                  |

## Poszczególne sezony

### Rozgrywki międzynarodowe

#### Europejskie puchary
Legenda do wszystkich tabel:
- Q – runda eliminacyjna, 1/16, 1/8, 1/4, 1/2 – odpowiednia faza rozgrywek, Grupa – runda grupowa, 1r gr – pierwsza runda grupowa, 2r gr – druga runda grupowa, F – finał, R – runda, PO – play-off
- k. – rzuty karne, los. – losowanie, Dogr. – dogrywka, w. – zasada bramek strzelonych na wyjeździe

| Sezon   | Rozgrywki             | Runda      | Przeciwnik          | Wynik | Ogólne     |
| ------- | --------------------- | ---------- | ------------------- | ----- | ---------- |
| 2017/18 | Puchar UEFA           | Grupa      | Sporting CP         | 1–5   | 3. miejsce |
| 2017/18 | Puchar UEFA           | Grupa      | Ekonomac Kragujevac | 2–4   | 3. miejsce |
| 2017/18 | Puchar UEFA           | Grupa      | Nikars Ryga         | 4–2   | 3. miejsce |
| 2017/18 | Puchar UEFA           | Elit-runda | Luparense           | 1–3   | 3. miejsce |
| 2017/18 | Puchar UEFA           | Elit-runda | Győri ETO           | 2–3   | 3. miejsce |
| 2017/18 | Puchar UEFA           | Elit-runda | Stalica Mińsk       | 7–3   | 3. miejsce |
| 2018/19 | Liga Mistrzów Futsalu | Grupa      | Inter FS            | 0–3   | 4. miejsce |
| 2018/19 | Liga Mistrzów Futsalu | Grupa      | Ekonomac Kragujevac | 2–3   | 4. miejsce |
| 2018/19 | Liga Mistrzów Futsalu | Grupa      | Era-Pack Chrudim    | 0–1   | 4. miejsce |

## Statystyki

### Rekordy klubowe
Stan na 31 maja 2018.
- Liczba sezonów w najwyższej klasie rozgrywkowej: 3 (od 2015)
- Liczba sezonów w Pucharze UEFA/Lidze Mistrzów UEFA: 2 (2017/18, 2018/19)

## Piłkarki, trenerzy, prezydenci i właściciele klubu

### Trenerzy
| Lp. | Imię i nazwisko         | Okres urzędowania | Okres urzędowania |
| --- | ----------------------- | ----------------- | ----------------- |
| 1.  | ?                       | 2006              | 2010              |
| 2.  | Ihor Moskwyczow         | 2011              | 2011              |
| 3.  | ?                       | 2012              | 2013              |
| 4.  | Dmytro Berbencew (p.o.) | 2014              | 2014              |
| 5.  | Ihor Moskwyczow         | 2014              | 19 grudnia 2017   |
| 6.  | João Carlos Barbosa     | 19 grudnia 2017   | 31 grudnia 2018   |
| 7.  | Dmytro Berbencew (p.o.) | 1 stycznia 2019   | 10 stycznia 2019  |
| 8.  | Javi Rodríguez          | 10 stycznia 2019  | obecnie           |

## Struktura klubu

### Stadion
Klub rozgrywa swoje mecze domowe w Hali Kompleksu Sportowego Koledżu Wychowania Fizycznego w Chersoniu (zwanej Maneż Sportowy). Pojemność: 1500 miejsc siedzących.

### Sponsorzy
- "Prodexim" Ltd